# کلئوپاترا ششم

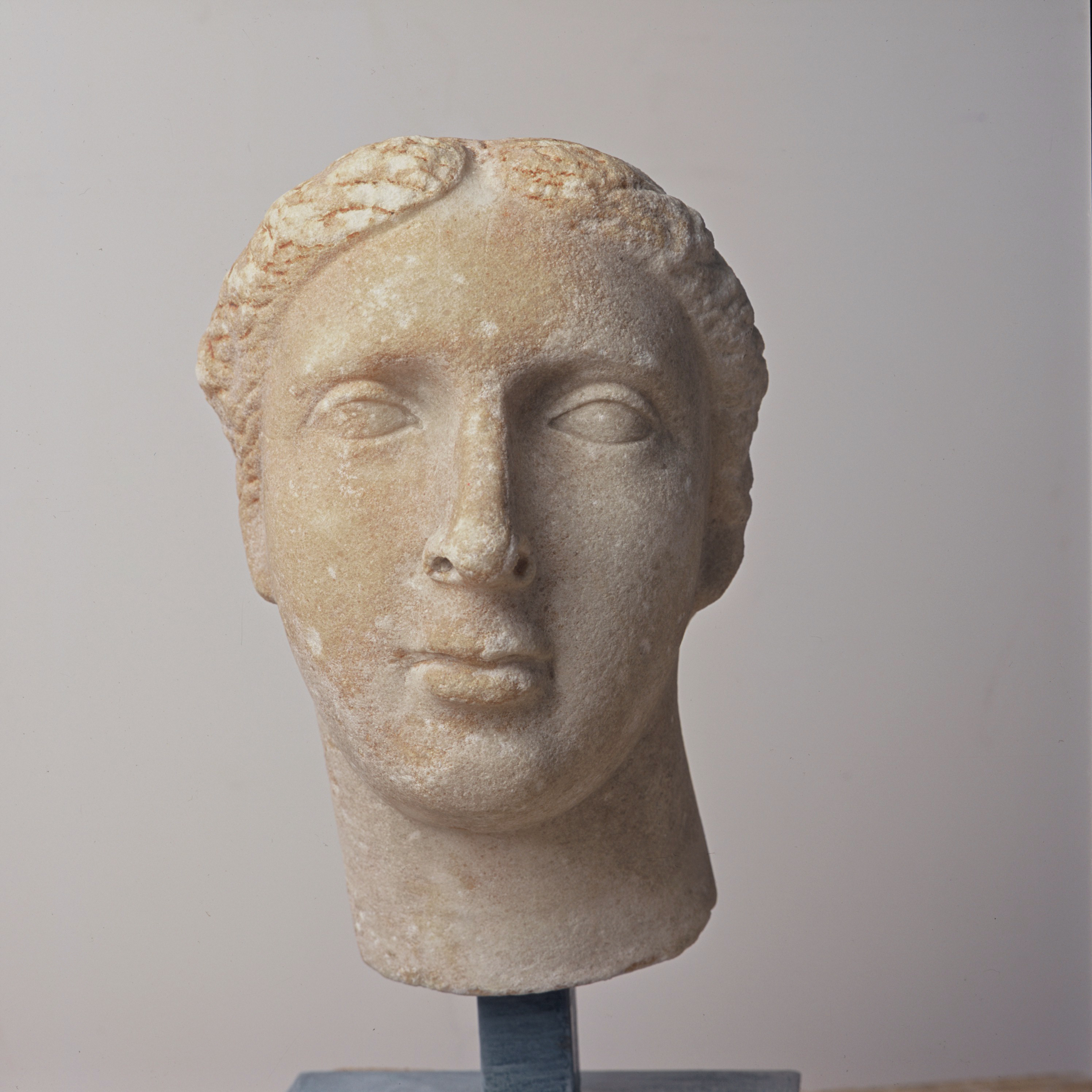
یک مجسمه محتمل از کلئوپاترا پنجم تریفاینا (احتمالاً همان کلئوپاترا ششم)، قرن اول پیش از میلاد، از مصر سفلی، که اکنون در موزه سن-ری‌مون نگهداری می‌شود.

کلئوپاترای ششم (انگلیسی: Cleopatra VI) یا کلئوپاترا تریفاینا دوم (درگذشته حدود ۵۷ پیش از میلاد) ملکه مصر بطلمیوسی بود که به همراه برنیس چهارم حکومت کرد. این برنیس چهارم یا خواهرش بود یا دخترش.
اگرچه برخی از تاریخ‌نگاران مدرن او را کلئوپاترا ششم تریفاینا نامیده‌اند، احتمالاً او همان کلئوپاترا پنجم است که مادر برنیس چهارم و همسر فرعون بطلمیوس دوازدهم بود. یا ممکن است کلئوپاترا ششم دختر بطلمیوس دوازدهم بوده و بنابراین خواهر بزرگتر برنیس چهارم، کلئوپاترا هفتم، بطلمیوس سیزدهم و بطلمیوس چهاردهم باشد. پس از یک سال هم‌حکومتی در مصر، کلئوپاترا ششم به دلایل نامعلوم در ۵۷ پیش از میلاد درگذشت، و پس از آن بطلمیوس دوازدهم با کمک نظامی روم به مصر بازگشت تا دختر رقیبش،  برنیس چهارم را در ۵۵ پیش از میلاد سرنگون کند.